# Ophthalmic Plastic and Reconstructive Surgery
Ophthalmic Plastic and Reconstructive Surgery (skrót: Ophthalmic Plast Reconstr Surg) – naukowe czasopismo okulistyczne wydawane w USA od 1985. Specjalizuje się w okulistycznej chirurgii plastycznej i rekonstrukcyjnej. Oficjalny organ American Society of Ophthalmic Plastic and Reconstructive Surgery. Dwumiesięcznik.
Zakres tematyczny akceptowanych publikacji obejmuje m.in. chirurgię powiek (opadanie, nieprawidłowe położenie, rekonstrukcja), diagnozę i leczenie obszaru oczodołu, problemy narządu łzowego, a także aktualizacje stosowanych technik diagnostycznych i chirurgicznych, nowe narzędzia i terapie oraz szczegółowe analizy kliniczne.
Pismo ma współczynnik wpływu impact factor (IF) wynoszący 1,283 (2017). W międzynarodowym rankingu SCImago Journal Rank (SJR) mierzącym wpływ i znaczenie poszczególnych czasopism naukowych „Ophthalmic Plastic and Reconstructive Surgery" zostało w 2017 sklasyfikowane na:
- 53. miejscu wśród czasopism okulistycznych[4] oraz
- 150. miejscu wśród czasopism chirurgicznych[5].

W polskich wykazach czasopism punktowanych przez Ministerstwo Nauki i Szkolnictwa Wyższego publikacja w tym czasopiśmie otrzymywała kolejno: 15-20 punktów (lata 2013-2016) oraz 70 punktów (wg listy punktowanych czasopism z 2019).
Wydawcą jest Lippincott Williams & Wilkins Ltd. będący częścią Wolters Kluwer Health, Inc. Redaktorem naczelnym jest Jonathan Dutton (katedra okulistyki Uniwersytetu Karoliny Północnej).